# Milassú
El milassú (milhasson en occità, millàs/millassons en nord-català), picard o crica és un plat tradicional i popular de la cuina llemosina i d'Ardecha (a Occitània) que es fa amb patata ratllada i ou, que pot recordar una mica la truita de patata. També sol contenir ceba i, segons el lloc, cibulet o dos o tres tous de fulla de bleda o agrella. Alguns l'enriqueixen afegint una mica de cansalada trinxada o almenys all i julivert picats. El seu nom prové de milh perquè es fa servir farina de mill, sembla que és una derivació enriquida de les farinetes. Tradicionalment acompanyava civets de carn o carns estofades però actualment hi ha qui ho menja amb amanida o verdures com a plat lleuger per sopar, per exemple.

## Versió dolça
La versió dolça té el mateix aspecte. És una mena de torteta amb poma ratllada típica de la cuina llemosina (occitana, doncs) i en particular de la regió de Corresa.
És una preparació simple i casolana que es menja per berenar o entre àpats i que es pot menjar per postres. Comparteix amb la majoria de dolços llemosins, i en particular els fets amb fruita fresca (clafotís, flonyarda, gargulló, milhàs, etc.), el fet no conté cap greix animal (a part dels ous i la llet, que de fet és proteïna). Això l'acosta a alguns dolços catalans (per exemple, el pa de pessic és un cóc que no té gens d'oli, ni mantega, ni nata, al contrari que molts altres cócs) i l'allunya dels de la meitat nord de França (és a dir la no occitana), que solen tenir una gran quantitat de mantega.

### Milassú i boligú de poma
El boligú (en occità boligon) és una recepta tradicional de la cuina llemosina que s'assembla també a una torteta o a un blini i que es menja per berenar o entre hores, però té la característica que en principi no conté cap fruita. Als llemosins els encanta la fruita amb dolços així que n'han ideat una variant amb poma ratllada. Es tracta de la mateixa recepta però afegint-hi la fruita més fàcil de trobar i més barata de tot l'any. La serveixen (com també la patata) en molts plats, ratllada no té la rigidesa que tindria si fos a rodanxes o a trossos. El resultat és força similar en aspecte, amb la diferència que el boligú actual té més ingredients (oli i aromatitzants com rom o vainilla). Això fa que popularment alguns anomenin boligú el milassú de poma o milassú dolç.
El milassú de poma és molt popular, entre altres coses, perquè és molt fàcil de fer. Per a cada persona es compta un ou, una cullerada de farina, una cullaradeta de llet i un quart de poma, que s'ha de ratllar. Barregen tot i ho couen en una paella petita. Per a diverses persones se'n poden fer mantes d'individuals o una de més gran i compartir-la.